# ارمنستان متحد

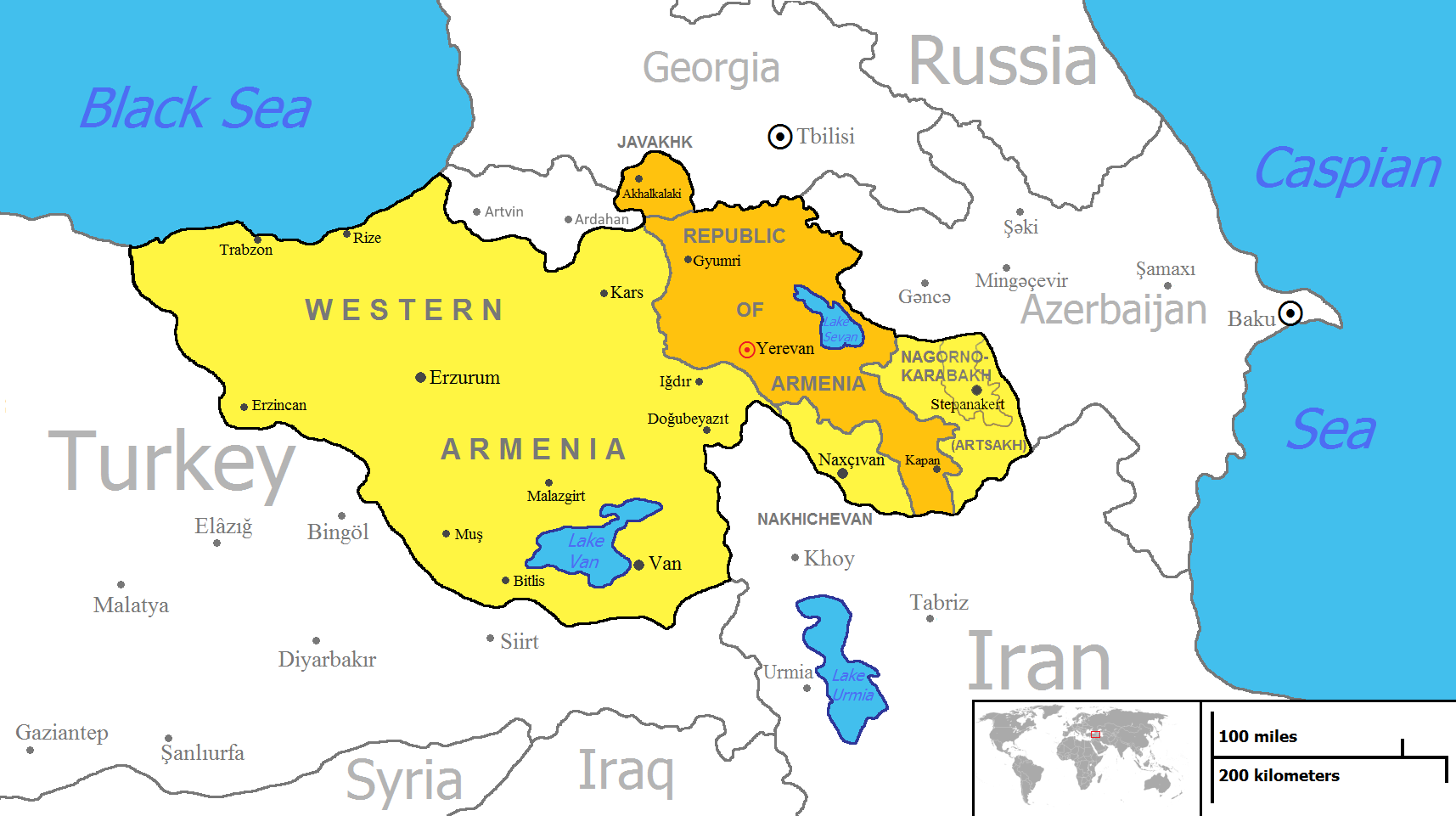
نقشه ارمنستان متحد و مستقل
. نارنجی: مناطق با اکثریت ارمنی (جمهوری ارمنستان: ۹۸٪; آرتساخ: ۹۹٪; سامتسخه-جاواختی: ۵۴٪) زرد:نخجوان و ارمنستان غربی در سال‌های ۱۹۱۸ تا ۱۹۲۰ میلادی، جزو اولین جمهوری ارمنستان بودند.

ارمنستان متحد و مستقل مصوبه‌ای است که فدراسیون انقلابی ارمنی در سال ۱۹۱۹ میلادی در مجلس ایروان تصویب کرد، که معرف هدف اتحاد و رهایی سرزمین‌های اجدادی ارمنیان در قفقاز جنوبی و شش ولایت ارمنی بود.
مجموعه‌ای از عوامل مانند: «نسل‌کشی ارمنیان، عدم تحقق مسئله ارمنی، نابودی میراث فرهنگی ارمنیان در ترکیه، مصادره اموال ارمنی‌ها در ترکیه، کشتار ارمنیان توسط جمهوری آذربایجان، افکار پان تورانیسم و عوامل سیاسی و نظامی» باعث ایجاد بیداری ملی ارمنی و جنبش آزادی‌بخش ملی ارمنی شد که هدف آن ایجاد یک ارمنستان متحد و مستقل بود.
ارمنستان متحد و مستقل شامل سرزمین‌های (ارمنستان غربی-شش ولایت ارمنی، آرتساخ، نخجوان و سامتسخه-جاواختی) و نواحی می‌شود.

## مرامنامه فدراسیون انقلابی ارمنی
گارگین نژده در مورد مرام فدراسیون انقلابی ارمنی چنین می‌نویسد:
«داشناکسوتیون معتقد است خورشید در سرزمین مادری برای همه افراد ملت طلوع می‌کند بنابراین تمامی ملت ارمنی می‌باید با روحی سرشار از اعتقاد و امید به آزادی از خواب برخیزد ایجاد سرزمین ملی و حتی ایجاد سرزمینی که در آن هویت و معنویت ملت آن برای جهانیان آشکار شده باشد؛ بنابراین باید گفت داشناکسوتیون یعنی ایجاد یک ملت متحد و آزاد و همبستگی و آحاد با دیگر ملل آزادیخواه که در راه آزادی و استقلال مبارزه می‌کنند.»
- مرامنامه سال ۱۹۹۸ میلادی (پنجمین مرامنامه حزب)

«هدف حزب ایجاد یک ارمنستان آزاد، مستقل و متحد است. برپایه این هدف و نیز بینش‌ها و سنت‌ها، داشناکسوتیون یک حزب ملی، سوسیالیست، دموکراتیک و انقلابی است که حفظ و صیانت از منافع سیاسی، اقتصادی، اجتماعی و فرهنگی ملت ارمنستان را دنبال می‌نماید. در این راستا، داشناکسوتیون جنبش آزادی‌بخش ملی مردم ارمنی را بر پایه ایدئدولوژی خود تبیین می‌کند. حزب از توسعه آزاد، فراگیر و هماهنگ ملت ارمنی برپایه آزادی افراد، حق تعیین سرنوشت ملی، استقلال، یکپارچگی و رفاه جامعه حمایت می‌کند و در این مسیر حل و فصل مسائل و مشکلات ارمنستان و آباد کردن تمام سرزمین ارمنستان را توسط تمامی آحاد ملت ارمنی در دستور کار خود قرار داده‌است.»

## جنبش آزادی‌بخش ملی ارمنی

جنبش آزادی‌بخش ملی ارمنی (به ارمنی: Հայ ազգային-ազատագրական շարժում)، (به انگلیسی: Armenian national liberation movement) جنبشی است که هدف آن ایجاد یک ارمنستان متحد و مستقل بود. مجموعه‌ای از عوامل مانند؛ جنبش‌های اجتماعی و فرهنگی که باعث ایجاد بیداری ملی ارمنی شد؛ و عوامل سیاسی و نظامی در طی و پیش از جنگ جهانی اول باعث به وجود آمدن جنبش آزادی‌بخش ملی ارمنی شود.
جنبش ملی ارمنی در اوایل ۱۸۶۰ میلادی تحت تأثیر عصر روشنگری و در زمان ظهور ناسیونالیسم امپراتوری عثمانی، به وجود آمد. عوامل مختلف و مؤثری در ظهور جنبش ملی ارمنی شبیه جنبش کشورهای بالکان و به ویژه بین یونانیان ایجاد شد نقش داشته‌است.
روشنفکران، نویسندگان، فیلسوفان و کشیش‌ها (خریمیان هایریک، مخیتار سباستاتسی)؛ نقش مؤثری در بیداری ملی ارمنی داشتند و آنان به دنبال بهبود و اصلاحات در شش ولایت ارمنی بودند و فدایی ارمنی دفاع از مردم در مقابل نیروهای عثمانی را برعهده داشتند، اما عملاً طرح اصلاحات برای بهبود وضع ساکنین ارمنی شکست خورد؛ و عاملی شد تا ارمنیان به فکر ایجاد یک حکومت مستقل در مناطق ارمنی‌نشین تحت کنترل دولت عثمانی و ارمنستان روسیه شدند.
از اواخر ۱۸۸۰ میلادی جنبش ارمنی منجر به درگیری‌های مسلحانه با نیروهای نظامی عثمانی و گروهای نامنظم کُرد به رهبری سه حزب ارمنی در مناطق ارمنی‌نشین عثمانی شد. ارمنیان به‌طور طبیعی روسیه را متحد خود در مبارزه با دولت عثمانی می‌دیدند؛ با این حال روس‌ها همچنین یک سیاست ظالمانه‌ای را در قفقاز ضد ارمنیان (ارمنستان روسیه)، دنبال می‌کردند. پس از شکست دولت عثمانی در جنگ اول بالکان و تحت فشار اروپا و روسیه مجبور به اصلاحاتی در مناطق ارمنی‌نشین شد ولی با آغاز جنگ جهانی اول این اصلاحات عملاً قطع شد.
در طی جنگ جهانی اول ارمنی‌های ساکن امپراتوری عثمانی به‌طور سیستماتیک توسط دولت وقت نابود شدند؛ براساس برخی برآوردها طی سال‌های ۱۸۹۴ تا ۱۹۲۳ میلادی بین ۱/۵ تا ۲ میلیون نفر کشته شدند.
در ۲۵ فوریه ۱۹۱۵ میلادی انورپاشا براساس دستور العمل شماره ۸۶۸۲ دستور حذف تمامی سربازان و افسران ارمنی در ارتش عثمانی را صادر نمود در مقابل ده‌ها هزار ارمنی ساکن قفقاز و روسیه به واحدهای داوطلب ارمنی پیوستند. روسیه در سال ۱۹۱۷ میلادی بسیاری از مناطق ارمنی‌نشین عثمانی را تحت کنترل داشت ولی پس از انقلاب اکتبر و خروج نیروهای نظامی روسیه از آن مناطق، واحدهای منظم ارمنی در آن مناطق مستقر شد و بعد از نبرد سارداراباد در ۲۸ مه ۱۹۱۸ کشور ارمنستان اعلام استقلال نمود و اولین جمهوری ارمنستان تشکیل شد.
در سال ۱۹۲۰ میلادی بلشویکها در روسیه و مجلس کبیر ملی ترکیه به قدرت رسیدند. در حالی که ارتش سرخ وارد ایروان شده بود، در سوی دیگر انقلابیون تُرک موفق به اشغال ارمنستان غربی شدند. در سال ۱۹۲۱ میلادی معاهده دوستی به نام عهدنامه مسکو بین بلشویک‌ها و مجلس کبیر ملی ترکیه به امضاء رسید؛ در نتیجه ارمنستان شرقی ضمیمه اتحاد جماهیر شوروی سوسیالیستی شد و صدها هزار نفر از ارمنیان، ارمنستان غربی در نتیجه نسل‌کشی و ارمنی ستیزی دولت مصطفی کمال آتاترک به کشورهای همجوار و آمریکا، اروپا مهاجرت کردند و جامعه‌ای به نام جماعت ارمنیان پراکنده را تشکیل دادند. جمهوری سوسیالیستی ارمنستان شوروی در سال ۱۹۹۱ میلادی فروپاشید و متعاقب آن جمهوری ارمنستان تأسیس گردید.

## بیداری ملی ارمنی
بیداری ملی ارمنی و در ایجاد «احساسات ملی ارمنی» عوامل مؤثری دخیل بوده‌است. در فلات ارمنستان یک رشته مراکز روشنفکری ارمنی به وجود آمد عبارتند از:
کلیسای جامع اچمیادزین مقر سر اسقف یا کاتولیکوس و مرکز آکادمی یا دارالعلوم، ایروان، وان به دلیل اینکه مرکز کار «خریمیان هایریک» بود، ارزروم به دلیل وجود کالج ساناساریان، و شوشی. در خارج از ارمنستان مهم‌ترین مراکز روشنفکری عبارت بودند از قسطنطنیه، تفلیس، مسکو، و در اروپای غربی، ونیز و وین به دلیل وجود مخیتاریست‌ها در آن دو شهر و پاریس و ژنو به عنوان مراکز جوانان دانشجوی ارمنی و سپس مدتی بعد «باستن» به عنوان مرکز روشنفکری مهاجران ارمنی که به آمریکا رفته بودند.
این مراکز تبدیل به کانون‌های فکر ارمنی شدند و نشانه محل‌هایی بودند که در آن‌ها فکر احیای مجدد ملت ارمنی شکل گرفت و سپس در میان تمامی افراد ملت شیوع یافت. در حقیقت در سده نوزدهم بود که پدیده رنسانس یا احیای مجدد فرهنگی به ارمنیان آموخت تا با بازگشت به پیشینه باستانی خویش از گذشته درخشان خود اطلاع حاصل کنند.
ارمنی‌های مقیم ترکیه و روسیه و ایران بدون ارتباط و تماس با یکدیگر زندگی می‌کردند بعد از نیمه سده نوزدهم جریانی از همکاری و تعاون در میان آنان آغاز گردید. از جمله ارمنیان روسیه با دادن عطایا و کمک‌های مالی در تأسیس شبکه مدارس ارمنی در ارمنستان غربی بسیار یاری و همکاری کردند.

در ۱۸۷۲ میلادی گریگور آردزرونی در روزنامه مشاک چنین می‌نویسد: 
«دیروز ما چیزی بجز یک اجتماع کلیسایی نبودیم، ولی فردا یک ملت خواهیم بود.»
ملت ارمنی با وجود تقسیم شدنش بین سه دولت و پراکنده بودن قسمتی از ارمنیان در نقاط مختلف دنیا، کم‌کم متوجه وحدت و یگانگی خود می‌شد.
هانس فردیناند هلمولت مورخ آلمانی در کتاب خود «تاریخ جهان» می‌نویسد: 
«فقط از سده نوزدهم ببعد که نمایندگان برگزیده طبقه روشنفکر ارمنی به این اعتقاد رسیدند که ملتشان حق دارد وجودی آبرومند داشته باشد و در شرایط و اوضاع و احوال زندگی مل تهای اروپایی زندگی کند. آنان در اثبات این مدعا بر سه دلیل محکم تکیه کرده‌اند که هیچ‌کس نمی‌تواند آنها را رد کند. نخست: تاریخ پر افتخار کشور قدیم ارمنستان، دوم: اصالت موسسات مذهبی آنان و پایداری و ثباتی که در راه حفظ و بقای آنها از خود نشان داده‌اند، و بالاخره تماس نزدیک و قابلیت امتزاجشان با تمدن مغرب زمین.»

## پان تورانیسم
به عقیده پان ترک‌ها مسئله ارمنی به‌طور کلی یک توطئه روسی بود که با هدف مضاعف تدافعی و تهاجمی علیه ترکیه ترتیب داده شده بود:انقلابیون ارمنی (از نظر ترک‌ها که ارمنی‌های روسیه نامیده می‌شدند)، مأموران مزدور روسیه بودند که قصد داشتند ارمنستانی مستقل در ولایت شرقی ترکیه تأسیس کنند علت این کار:

ترسیم نقشه جعلی توران بزرگ توسط پان‌ترک‌ها.

- ممانعت از تشکیل یک ترکیه یکدست و قوی بود که ترک گرایان در نظر داشتند با یکسان کردن یا نابود کردن اقوام محلی به وجود آوردند.
- ممانعت از پیشروی پان تورانیسم ترکیه به سوی اقوام تورانی روسیه. در این راه روس‌ها یک مانع موقتی به صورت ارمنستان غربی به وجود آورده‌اند تا وقتی که خودشان بتوانند این نقاط استراتژیک بسیار مهم را در فلات ارمنستان اشغال کنند.
- آماده کردن مواضع مقدم برای پیشروی آینده به سوی آب‌های گرم یعنی جزایر دریای اژه و دریای مدیترانه.

به نظر ترک‌ها سرانجام وقت و فرصت مناسب برای نابود کردن این توطئه روسی و عملی ساختن اهدافشان فرارسیده بود. اهداف مزبور عبارتند از:
- الغای کاپیتولاسیون، یعنی امتیازات برون مرزی که به اروپائیان اعطا شده بود؛ و به‌طور کلی تر و قطعی تر لغو هر گونه نظارت اروپائیان بمنظور دستیابی به آزادی عمل کامل.
- ترکی کردن ترکیه، حل مسئله ملیتهای بومی برای همیشه و پاکسازی کشور از اقوام مسیحی.
- برداشتن مانع ارمنی از سر راه پان تورانیسم از طریق نابود کردن نه تنها ارمنیان ساکن ترکیه بلکه نابودی ارمنی‌های شرق ساکن روسیه در صورت پیروزی نظامی بر روسیه و اشغال قفقاز.
- آزاد ساختن اقوام ترک تبار و عملی ساختن اتحاد تورانیان و اتحاد کلیه اقوام و ملت‌های مسلمان

دولت عثمانی در آغاز جنگ جهانی اعلان جهاد داد. متن اعلان جهاد به شرح زیر بود:
نابودی کفاری که ما را آزار می‌دهند خواه به‌صورت آشکار و خواه پنهان یک عمل خیر است. همان‌طور که قرآن مجید می‌فرماید:هر جا که مشرکان را یافتید به قتل برسانید و از شهرهایشان برانید چنان‌که آنان شما را از وطن خود آواره کردند؛ و فتنه گری که آنها کنند سخت‌تر و فسادش بیشتر از جنگ است و این است کیفر کافران. هرکس که حتی یک کافر را بکشد، خداوند به او پاداش خواهد داد؛ بنابراین هر فرد مسلمان، در هرجا که زندگی می‌کند باید رسماً قسم بخورد که دست کم سه چهار مسیحی را در اطرافش به قتل برساند. زیرا آنها دشمن خدا هستند؛ و بدانید که پاداش شما از جانب آفریننده آسمان و زمین مضاعف خواهد بود. هرکس که از این دستور اطاعت کند از ترس روز حساب خلاص خواهد شد و در بهشت زندگی جاوید خواهد یافت.
امیدهای سیاسی که ترکان به این اعلان بسته بودند، هیچ‌گاه تحقق نیافت. نقشه رهبران ترکیه برای واداشتن جهان اسلام به جنگ با متفقین با شکست کامل روبرو شد. اما یقیناً به عملی شدن طرح کشتار وحشتناکی که ترک‌ها در درون کشورشان برنامه‌ریزی کرده بودند کمک کرد.
طلعت پاشا وزیر کشور حکومت اتحاد و ترقی با غرور فراوان اظهار داشت:
برای حل مسئله ارمنی‌ها من در عرض سه ماه بیش از آنچه عبدالحمید در عرض سی سال کرده بود انجام دادم.

## معاهده سور

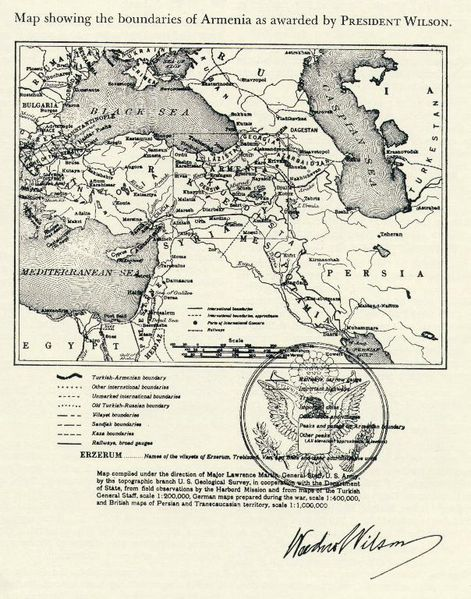
معاهدهٔ سِور که در دهم آگوست۱۹۲۰م به امضاء توماس وودرو ویلسون رسید (معروف به معاهده ویلسون) تعیین مرز ارمنستان غربی

در ۲۵ و ۲۶ آوریل ۱۹۲۰ میلادی، شورای عالی متحدین و هم پیمانان آن متشکل از نمایندگان بریتانیای کبیر، فرانسه، ایتالیا و ژاپن تقاضاهای خود را از رئیس‌جمهور ایالات متحدهٔ آمریکا به شرح زیر مطرح کردند:
- اعطای اعتبارنامه به ارمنستان
- تعیین مرز بین ارمنستان و ترکیه با حکم داوری[۲۲]

مورد دوم همچنین از سوی رئیس کمیسیون صلح، نخست‌وزیر و وزیر امور خارجهٔ فرانسه، آلکساندر میلران، در ۲۷ آوریل ۱۹۲۰ میلادی، به ثبت رسید. این تقاضا رسماً به منزلهٔ مادهٔ ۸۹ در معاهدهٔ سور گنجانده و از طرف ارمنستان، ترکیه و حدود بیست کشوری که معاهده را امضا کردند تسلیم رئیس‌جمهور ایالات متحده آمریکا شد. رئیس‌جمهور ایالات متحده، وزارت امور خارجه، وزارت دفاع، هیئت دولت و گروه مربوط، به رهبری پروفسور وسترمن، حکم داوری را صادر کردند.
قسمت بزرگ ولایت وان و ارزروم و بتلیس (که ارمنی‌ها تا سال ۱۹۱۴ میلادی جمعیت مطلق آن را تشکیل می‌دادند)، و قسمتی از ترابزون برای تأمین دستیابی دولت اولین جمهوری ارمنستان به دریا را صادر کرد. به این ترتیب، جزء اراضی ارمنستان شرقی که ۷۱/۳۳۰ کیلومتر مربع وسعت داشت، ارمنستان غربی دارای بیش از ۹۰/۰۰۰ کیلومتر مربع و جمعاً دارای ۱۶۱/۳۷۰ کیلومتر مربع مساحت می‌شد.

## سرزمین‌ها
ارمنستان متحد و مستقل شامل سرزمین‌های زیر می‌شود که هدف برخی از گروه‌های سیاسی جمهوری ارمنستان و جماعت ارمنیان پراکنده و به نحو قابل توجهی فدراسیون انقلابی ارمنی می‌باشد.
| سرزمین‌ها        | قسمتی از                                          | منطقه (کیلومتر) | جمعیت     | ارمنیان                  | % ارمنیان                | Ref          |
| --------------- | ------------------------------------------------- | --------------- | --------- | ------------------------ | ------------------------ | ------------ |
| آرتساخ          | آرتساخ                                            | ۱۱٬۴۵۸          | ۱۳۷٬۷۳۷   | ۱۳۷٬۳۸۰                  | ۹۹٫۷                     | [ ۴ ] [ ۲۶ ] |
| سامتسخه-جاواختی | گرجستان (آخالکالاکی، جاواختی و ناحیه نینوتسمیندا) | ۲٬۵۸۸           | ۹۵٬۲۸۰    | ۹۰٬۳۷۳                   | ۹۴٫۸                     | [ ۵ ]        |
| نخجوان          | جمهوری آذربایجان (جمهوری خودمختار نخجوان)         | ۵٬۳۶۳           | ۳۹۸٬۳۲۳   | ۶                        | ~۰                       | [ ۲۷ ]       |
| ارمنستان غربی   | ترکیه                                             | ۱۳۲٬۹۶۷         | ۶٬۴۶۱٬۴۰۰ | ارمنی‌های پنهان یا کریپتو | ارمنی‌های پنهان یا کریپتو | [ ۲۸ ]       |

## تاریخ

### آرتساخ
آرتْساخ (به ارمنی: Արցախ) نام دهمین استان ارمنستان بزرگ بود.
مورخان و جغرافیدانان نامداری همچون پلینیوس (کتاب تاریخ طبیعی)، بطلمیوس (کتاب جغرافیا)، پلوتارک (کتاب بیوگرافی تطبیقی) و دیون کاسیوس (کتاب دانسته‌های نویسندگان یونان باستان و لاتین دربارهٔ سکوتیا و قفقاز) همگی در آثار خود تأکید داشته‌اند که رود کورا مرز میان ارمنستان و آلبانیای قفقاز (آران یعنی سرزمینی که امروزه جمهوری آذربایجان نامیده می‌شود) بوده‌است و آرتساخ (قره باغ) در سمتی از این رود قرار دارد که جزیی از ارمنستان بوده‌است. در ارمنستان سده‌های میانه آرتساخ را «سیونیک کوچک» و تْساودِک نیز می‌نامیدند.
منطقه‌ای که در طی یک سده اخیر به نام منطقه خودمختار قره باغ کوهستانی، یا امروز جمهوری قره باغ کوهستانی یا جمهوری آرتساخ معروف است در واقع شامل بخش‌هایی از استان‌های آرتساخ، سیونیک و اوتیک است و بخش بزرگی از آن در استان آرتساخ واقع می‌باشد.

### نخجوان
ارمنی‌های نخجوان،نخجوان یکی از مناطق تاریخی ارمنستان می‌باشد. ارمنیان حضور تاریخی در این منطقه دارند. مورخ یوسفوس فلاویوس، و نیز مورخان ارمنی سدهٔ پنجم میلادی، از جمله موسس خورناتسی، اقامتگاه اولیهٔ نوح، پس از پایین آمدن از کوه آرارات، در محل فعلی نخجوان بوده.
به همین دلیل هم ارمنیان آن را (ناخ ایجه‌وان) به معنی اولین منزلگاه نامیده‌اند.
بر پایه نظر یوهان هنریش هافمن، (ناخ ایجه‌وان) به لاتین "Nakhichevan" در زبان ارمنی گرفته شده‌است و به معنی «نخستین استراحتگاه» است. بر پایه نوشته‌های انجیل نوح پس از فرونشستن جوشش طوفان در کوهستان آرارات فرود آمده بود. بدان سبب نخجوان با گویش ارمنی بدین نام نامیده شد.

### سامتسخه-جاواختی

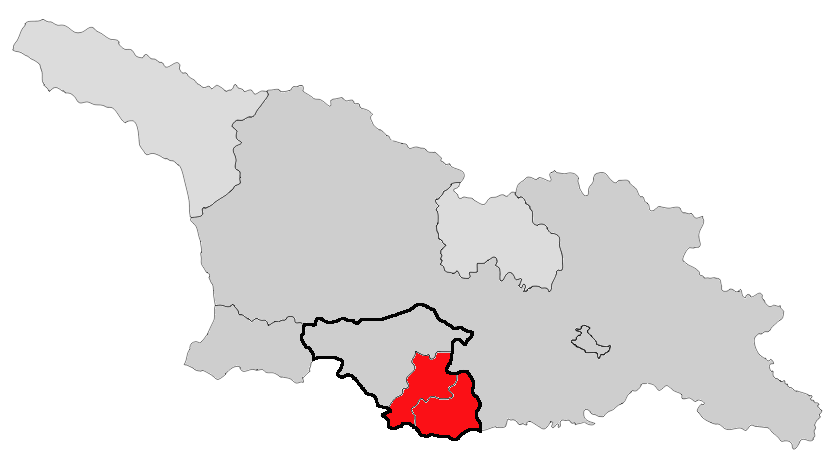
جاواختی و آخالکالاکی قسمت قرمز رنگ در استان سامتسخه-جاواختی و آخالکالاکی در منطقهٔ جنوبی سامتسخه-جاواختی جای دارد.

جاواخک، یکی از استان‌های ایالت گوگارک در شمال ارمنستان بزرگ بوده و به مدت دو هزار سال جزئی از قلمرو حکومت هایاسا بوده‌است. این منطقه در سنگ نوشته‌های آرگیشتی یکم به صورت «جاباخا» [Jabakha] آمده‌است.
ارامنه عمدتاً در مناطق آخالکالاکی و نینوتسمیندا متمرکزند. در آغاز سال ۱۹۱۸ میلادی جمعیت آخالکالاکی ۱۲۰۰۰۰ نفر بود که از این میان ۸۹۰۰۰ نفرشان ارمنی بودند (حدود ۷۴٪) ترک‌های مسختی ۸۰۰۰ نفر (۷٪) و سایر اقوام ۲۳۰۰۰ نفر (۱۹٪) بودند. در این دوره در آخالکالاکی ۱۱۱ روستا وجود داشت که ۶۶ تای آن‌ها ارمنی، ۲۴ تای آن‌ها ترکی، ۹ تای آن‌ها روسی و ۱۰ تای آن‌ها گرجی بودند (دو روستای «وارگاو» [Vargav] و «هزاباورا» [Hzabavra] جمعیت ارمنیشان با گرجی‌ها ادغام شدند) و یک روستا هم دارای جمعیتی آمیخته از ارمنی و گرجی‌ها بود.
امروزه با جمعیت ارمنی بومی سامتسخه-جاواختی و تسالکا سعی می‌شود به نوعی در جهت سیاست ضد ارمنی دولت گرجستان مقابله گردد. در سال‌های اولیه حکومت شوروی در گرجستان در سرزمینی که امروزه سامتسخه-جاواختی نامیده می‌شود ۲۰۰۴۰۳ نفر زندگی می‌کردند و ترکیب ملی این منطقه به قرار زیر بوده‌است:
- ارمنیان ۱۰۹۷۴۸ نفر ۵۴٫۸٪
- ترک‌های مسختی ۵۷۰۷۹ نفر ۲۸٫۵٪
- گرجی‌ها ۱۸۵۳۶ نفر ۹٫۲٪
- سایر ملل ۱۵۰۴۰ نفر ۷٫۵٪

بنابراین ارمنیان اکثریت جمعیت این منطقه را دارا بودند. ترک‌های مسختی، یک چهارم جمعیت و گرجی‌ها نیز اقلیت مشهودی بودند.

### شش ولایت ارمنی
| شهرهای ارمنستان غربی بر اساس معاهده سور برای تشکیل کشور مستقل ارمنی |
| --- |
| استانبول آنکارا ارزنجان گوموش‌خانه ترابزون گره‌سون ریزه بایبورد ارزروم آرتوین اردهان قارص آغری ایغدیر تونج‌ایلی الازیغ دیاربکر باتمان سعرد شرناق بتلیس بینگول موش وان حکاری |

شِش ولایت ارمنی ترکیه یا شِش استان ارمنی‌نشین ترکیه، شهرهای باستانی و تاریخی ارمنستان می‌باشند که بعد از نبردهای طولانی بین امپراتوری عثمانی و حکومت صفویان در اوایل قرن هفدهم، قسمت غربی ارمنستان تحت سلطهٔ عثمانی و قسمت شرقی آن به حکومت صفوی رسید.
- تغییر نام مکان‌های جغرافیایی مرتبط به ارمنی‌ها

| نام ارمنی شهرها      | نام تغییر یافته شده به |
| -------------------- | ---------------------- |
| آردوین               | آرتوین                 |
| چاپاقجور             | بینگول                 |
| باغش                 | بتلیس                  |
| خارپرت               | الازیغ                 |
| کارین                | ارزروم                 |
| تیگراناکرت           | دیاربکر                |
| تراپیزون             | ترابزون                |
| یرزنکا               | ارزنجان                |
| کارس                 | قارص                   |
| آرارات               | آغری                   |
| آرداهان یا آردان     | اردهان                 |
| نپرکرت               | سیلوان                 |
| بایدبِرت یا آمباتاوان | بایبورد                |